# سهل (مسلسل)
سهل (بالإنجليزية: Easy) مسلسل كوميديا ودراما أمريكي، كتابة، إخراج وإنتاج جو سوانبيرغ. تدور أحداثه في شيكاغو، إلينوي. بدأ عرضه على نتفليكس في 22 سبتمبر، 2016، وتكون موسمه الأول من ثمان حلقات.

## وصلات خارجية
- الموقع الرسمي
- سهل على موقع IMDb (الإنجليزية)
- سهل على موقع ميتاكريتيك (الإنجليزية)
- سهل على موقع روتن توميتوز (الإنجليزية)
- سهل على موقع نتفليكس (الإنجليزية)
- سهل على موقع فيلمافينيتي (الإسبانية)
- سهل على موقع كينوبويسك (الروسية)
- سهل على موقع ألو سيني (الفرنسية)
- سهل على موقع قاعدة بيانات الفيلم (الإنجليزية)